# Довга (притока Самари)
Довга (рос. Р. Долгая) — річка в Україні у Близнюківському й Синельниківському районах Харківської й Дніпропетровської областей. Ліва притока річки Самари (басейн Дніпра).

## Опис
Довжина річки приблизно 4,64 км, найкоротша відстань між витоком і гирлом — 2,23  км, коефіцієнт звивистості річки — 2,08 .

## Розташування
Бере початок на північно-східній околиці села Добринька. Тече переважно на південний захід і на північній околиці села Олександропіль впадає у річку Самару, ліву притоку Дніпра.

## Цікаві факти
- Біля гирла річки на південно-східній стороні на відстані приблизно 366,49 м у селі Олександропіль пролягає автошлях Т 0424[2] (автомобільний шлях територіального значення у Дніпропетровській та Харківській областях. Пролягає територією Близнюківського та Петропавлівського районів через Веселе — Олександропіль — Петропавлівку — перетин із E50. Загальна довжина — 23,1 км.)